# Olympische Sommerspiele 1980/Wasserball
Bei den XXII. Olympischen Sommerspielen 1980 in Moskau fand ein Wettkampf im Wasserball statt. Austragungsort war das Schwimmbad im Olympiapark Luschniki.

## Turnier
Direkt für das olympische Turnier qualifiziert waren die ersten sechs Teams der Weltmeisterschaft 1978 (Italien, Ungarn, Jugoslawien, UdSSR, USA, Rumänien). Für den Gastgeber UdSSR rückte die Bundesrepublik Deutschland als WM-Siebter nach. Allerdings verzichteten die Bundesrepublik und die USA wegen des Olympiaboykotts auf eine Teilnahme. Die restlichen Startplätze wurden bei einem Qualifikationsturnier ermittelt, das vom 28. April bis 5. Mai 1980 in Sofia stattfand. Dabei setzten sich Spanien, Australien, Kuba, die Niederlande und Griechenland durch. Für das sechstplatzierte Kanada, das sich ebenfalls dem Boykott anschloss, nominierte die FINA Schweden nach.
Die zwei besten Teams der drei Vierergruppen der Vorrunde spielten anschließend in der Finalrunde um die Plätze 1 bis 6, die dritt- und viertklassierten Teams um die Plätze 7 bis 12.

### Medaillengewinner
| Platz | Land | Spieler |
| ----- | ---- | --- |
| 1     | URS  | Wladimir Akimow, Alexei Barkalow, Jewgeni Grischin, Michail Iwanow, Alexander Kabanow, Sergei Kotenko, Georgi Mschwenijeradse, Mait Riisman, Erkin Schagajew, Jewgeni Scharonow, Wjatscheslaw Sobtschenko |
| 2     | YUG  | Milivoj Bebić, Zoran Gopčević, Milorad Krivokapić, Boško Lozica, Predrag Manojlović, Zoran Mustur, Damir Polić, Zoran Roje, Ratko Rudić, Slobodan Trifunović, Luka Vezilić                                |
| 3     | HUN  | Gábor Csapó, Tamás Faragó, György Gerendás, Károly Hauszler, György Horkai, István Kiss, László Kuncz, Endre Molnár, Attila Sudár, István Szívós, István Udvardi                                          |

### Vorrunde
Gruppe A
| Platz | Team         | Siege | Unent. | Ndlg. | Tore  | Diff. | Punkte |
| ----- | ------------ | ----- | ------ | ----- | ----- | ----- | ------ |
| 1.    | Ungarn       | 2     | 1      | 0     | 19:14 | + 5   | 5      |
| 2.    | Niederlande  | 2     | 0      | 1     | 16:15 | + 1   | 4      |
| 3.    | Rumänien     | 1     | 1      | 1     | 15:15 | +/-   | 3      |
| 4.    | Griechenland | 0     | 0      | 3     | 16:22 | – 6   | 0      |

| 20. Juli | 11:00 | Ungarn       | Rumänien     | 6:6 (2:2, 1:0, 1:3, 2:1) |
| 20. Juli | 16:00 | Griechenland | Niederlande  | 7:8 (1:1, 3:1, 2:2, 1:4) |
| 21. Juli | 11:00 | Ungarn       | Niederlande  | 5:3 (2:1, 2:0, 1:1, 0:1) |
| 21. Juli | 16:00 | Griechenland | Rumänien     | 4:6 (1:0, 0:2, 2:3, 1:1) |
| 22. Juli | 11:00 | Ungarn       | Griechenland | 8:5 (1:0, 2:3, 3:0, 2:2) |
| 22. Juli | 16:00 | Rumänien     | Niederlande  | 3:5 (1:2, 2:1, 0:1, 0:1) |

Gruppe B
| Platz | Team        | Siege | Unent. | Ndlg. | Tore  | Diff. | Punkte |
| ----- | ----------- | ----- | ------ | ----- | ----- | ----- | ------ |
| 1.    | Sowjetunion | 3     | 0      | 0     | 24:10 | + 14  | 6      |
| 2.    | Spanien     | 2     | 0      | 1     | 15:11 | + 4   | 4      |
| 3.    | Italien     | 0     | 1      | 2     | 14:17 | – 3   | 1      |
| 4.    | Schweden    | 0     | 1      | 2     | 08:23 | – 15  | 1      |

| 20. Juli | 12:00 | Schweden | Spanien | 3:7 (0:2, 1:1, 0:0, 2:4)  |
| 20. Juli | 17:00 | UdSSR    | Italien | 8:6 (4:3, 1:1, 1:2, 2:0)  |
| 21. Juli | 12:00 | Schweden | Italien | 4:4 (2:1, 2:1, 0:1, 0:1)  |
| 21. Juli | 17:00 | UdSSR    | Spanien | 4:3 (0:1, 2:0, 0:1, 2:1)  |
| 22. Juli | 12:00 | Schweden | UdSSR   | 1:12 (0:3, 1:2, 0:4, 0:3) |
| 22. Juli | 17:00 | Spanien  | Italien | 5:4 (1:1, 2:0, 0:1, 2:2)  |

Gruppe C
| Platz | Team        | Siege | Unent. | Ndlg. | Tore  | Diff. | Punkte |
| ----- | ----------- | ----- | ------ | ----- | ----- | ----- | ------ |
| 1.    | Jugoslawien | 2     | 1      | 0     | 24:10 | + 14  | 5      |
| 2.    | Kuba        | 2     | 1      | 0     | 19:11 | + 8   | 5      |
| 3.    | Australien  | 1     | 0      | 2     | 15:20 | – 5   | 2      |
| 4.    | Bulgarien   | 0     | 0      | 3     | 08:25 | – 17  | 0      |

| 20. Juli | 13:00 | Jugoslawien | Kuba       | 6:6 (2:4, 1:1, 1:0, 2:1) |
| 20. Juli | 17:00 | Australien  | Bulgarien  | 9:5 (1:0, 3:0, 2:3, 3:2) |
| 21. Juli | 13:00 | Jugoslawien | Bulgarien  | 9:2 (1:1, 2:0, 2:1, 4:0) |
| 21. Juli | 17:00 | Australien  | Kuba       | 4:6 (1:2, 2:1, 1:1, 0:2) |
| 22. Juli | 13:00 | Jugoslawien | Australien | 9:2 (0:0, 3:0, 2:1, 4:1) |
| 22. Juli | 17:00 | Kuba        | Bulgarien  | 7:1 (0:0, 2:0, 2:1, 3:0) |

### Finalrunde
Gruppe A
| Platz | Team        | Siege | Unent. | Ndlg. | Tore  | Diff. | Punkte |
| ----- | ----------- | ----- | ------ | ----- | ----- | ----- | ------ |
| 1.    | Sowjetunion | 5     | 0      | 0     | 34:21 | + 13  | 10     |
| 2.    | Jugoslawien | 3     | 1      | 1     | 34:32 | + 2   | 7      |
| 3.    | Ungarn      | 3     | 0      | 2     | 32:30 | + 2   | 6      |
| 4.    | Spanien     | 2     | 0      | 3     | 28:31 | – 3   | 4      |
| 5.    | Kuba        | 0     | 2      | 3     | 31:38 | – 7   | 2      |
| 6.    | Niederlande | 0     | 1      | 4     | 26:33 | – 7   | 1      |

| 24. Juli | 16:00 | Ungarn      | UdSSR       | 4:5 (2:2, 1:1, 1:2, 0:0) |
| 24. Juli | 17:00 | Niederlande | Spanien     | 5:6 (1:2, 1:2, 3:1, 0:1) |
| 24. Juli | 18:00 | Jugoslawien | Kuba        | 7:7 (1:1, 4:3, 1:1, 1:2) |
| 25. Juli | 16:00 | Ungarn      | Jugoslawien | 7:8 (2:3, 2:2, 0:1, 3:2) |
| 25. Juli | 17:00 | Niederlande | Kuba        | 7:7 (3:1, 2:2, 0:2, 2:2) |
| 25. Juli | 18:00 | UdSSR       | Spanien     | 6:2 (1:0, 1:1, 3:1, 1:0) |
| 26. Juli | 16:00 | Ungarn      | Spanien     | 6:5 (1:1, 2:0, 2:3, 1:1) |
| 26. Juli | 17:00 | Niederlande | Jugoslawien | 4:5 (0:1, 1:1, 0:2, 3:1) |
| 26. Juli | 18:00 | UdSSR       | Kuba        | 8:5 (1:1, 1:1, 3:1, 3:2) |
| 28. Juli | 16:00 | Ungarn      | Kuba        | 7:5 (1:1, 1:3, 2:0, 3:1) |
| 28. Juli | 17:00 | Niederlande | UdSSR       | 3:7 (0:1, 1:1, 1:3, 1:2) |
| 28. Juli | 18:00 | Spanien     | Jugoslawien | 6:7 (1:2, 1:1, 2:4, 2:0) |
| 29. Juli | 16:00 | Ungarn      | Niederlande | 8:7 (2:2, 2:1, 2:3, 2:1) |
| 29. Juli | 17:00 | UdSSR       | Jugoslawien | 8:7 (3:2, 2:2, 1:0, 2:3) |
| 29. Juli | 18:00 | Spanien     | Kuba        | 9:7 (2:2, 4:1, 1:2, 2:2) |

Gruppe B
| Platz | Team         | Siege | Unent. | Ndlg. | Tore  | Diff. | Punkte |
| ----- | ------------ | ----- | ------ | ----- | ----- | ----- | ------ |
| 07.   | Australien   | 4     | 1      | 0     | 30:19 | + 11  | 9      |
| 08.   | Italien      | 4     | 0      | 1     | 26:18 | + 8   | 8      |
| 09.   | Rumänien     | 3     | 1      | 1     | 36:26 | + 10  | 7      |
| 10.   | Griechenland | 2     | 0      | 3     | 28:28 | 0     | 4      |
| 11.   | Schweden     | 1     | 0      | 4     | 23:40 | – 17  | 2      |
| 12.   | Bulgarien    | 0     | 0      | 5     | 25:37 | – 12  | 0      |

| 24. Juli | 11:00 | Rumänien     | Italien      | 3:5 (1:1, 1:1, 1:1, 0:2)  |
| 24. Juli | 12:00 | Griechenland | Schweden     | 9:5 (1:3, 4:0, 3:2, 1:0)  |
| 24. Juli | 13:00 | Australien   | Bulgarien    | 8:5 (3:1, 2:2, 1:1, 2:1)  |
| 25. Juli | 11:00 | Rumänien     | Australien   | 4:4 (0:0, 0:1, 2:1, 2:2)  |
| 25. Juli | 12:00 | Griechenland | Bulgarien    | 6:4 (0:1, 2:1, 2:1, 2:1)  |
| 25. Juli | 13:00 | Italien      | Schweden     | 8:3 (3:1, 3:1, 0:0, 2:1)  |
| 26. Juli | 11:00 | Rumänien     | Schweden     | 8:3 (1:1, 2:1, 1:1, 4:0)  |
| 26. Juli | 12:00 | Griechenland | Australien   | 2:4 (1:1, 0:1, 1:1, 0:1)  |
| 26. Juli | 13:00 | Italien      | Bulgarien    | 5:4 (0:2, 2:0, 1:0, 2:2)  |
| 28. Juli | 11:00 | Rumänien     | Bulgarien    | 10:6 (0:0, 5:2, 2:1, 3:3) |
| 28. Juli | 12:00 | Griechenland | Italien      | 3:4 (1:1, 0:2, 2:0, 0:1)  |
| 28. Juli | 13:00 | Schweden     | Australien   | 4:9 (1:2, 2:2, 0:2, 1:3)  |
| 29. Juli | 11:00 | Rumänien     | Griechenland | 11:8 (3:2, 3:2, 2:2, 3:2) |
| 29. Juli | 12:00 | Italien      | Australien   | 4:5 (1:1, 1:2, 1:1, 1:1)  |
| 29. Juli | 13:00 | Schweden     | Bulgarien    | 8:6 (0:2, 3:1, 1:0, 4:3)  |

## Quelle
- Volker Kluge: Olympische Sommerspiele. Die Chronik III. Mexiko-Stadt 1968 – Los Angeles 1984. Sportverlag Berlin, Berlin 2000, ISBN 3-328-00741-5, S. 771–773.